# Lophospiza
Lophospiza és un gènere d''ocells apinyaires asiàtics de la família dels accipítrids (Accipitridae). És l'únic gènere de la subfamília Lophospizinae. Les dues espècies assignades en aquest gènere anteriorment pertanyien al gènere Accipiter.

## Taxonomia
El gènere Lophospiza va ser introduït el 1844 pel naturalista alemany Johann Jakob Kaup amb Falco trivirgatus Temminck com a espècie tipus. El nom combina el grec antic λοφος (lophos) que significa "cresta" i σπιζιας (spizias) que significa "falcó".
Segons el Congrés Ornitològic Internacional (versió 14.2, 2024) el gènere conté dues espècies:
- Lophospiza trivirgata - astor crestat
- Lophospiza griseiceps - astor de Sulawesi

Estudis filogenètics moleculars van trobar que el gènere Accipiter era polifilètic i es va proposar reordenar les seves espècies en 5 gèneres monofilètics. El 2024, el COI aprovà la segmentació d'Accipiter. Per a tal fí, Lophospiza fou recuperat i hi traslladà les dues espècies esmentades.